# Tour des ports de la Manche
Le Tour des Ports de la Manche est une régate annuelle organisée depuis 1984 par le yacht-club de Granville, en partenariat avec le conseil général de la Manche et les villes étapes. Importante course croisière en France, cette course en équipage relie les principaux ports du département de la Manche et des îles Anglo-Normandes.

## Présentation
Depuis la première édition en 1984, le Tour des ports de la Manche réunit environ 700 plaisanciers au régatiers confirmés dans une compétition festive et tactique ouverte aux voiliers de 7 à 14 mètres, dans la limite de 110 unités. 
Le parcours évolue chaque année et les étapes se répartissent entre les ports de Granville, Saint-Hélier (Jersey), Saint-Pierre-Port (Guernesey), Diélette, Cherbourg et Saint-Vaast-la-Hougue.
La grosse centaine de voiliers qui participent chaque année à la course est répartie en quatre catégories. Il y a un classement par manche et ou par étape pour chaque catégorie de course. Ce classement est effectué en temps compensé (système temps sur temps) selon le document H105 du guide HN France 2016. Le classement général sera effectué par addition des points obtenus à toutes les étapes. Le concurrent qui marque le nombre total de points le plus bas gagne la course.